# Ю̄
Cette page contient des caractères spéciaux ou non latins. S’ils s’affichent mal (▯, ?, etc.), consultez la page d’aide Unicode.
Le iou macron (capitale Ю̄, minuscule ю̄) est une lettre de l'alphabet cyrillique utilisée en aléoute, evenki, mansi, nanaï, néguidale, oultche, same de Kildin, selkoupe, et tchétchène.

## Représentation informatique
Le iou macron peut être représenté avec les caractères Unicode suivants :
- décomposé (cyrillique, diacritiques) :

| formes    | représentations | chaînes de caractères | points de code | descriptions                                       |
| --------- | --------------- | --------------------- | -------------- | -------------------------------------------------- |
| capitale  | Ю̄               | Ю◌̄                    | U+042E U+0304  | lettre majuscule cyrillique iou diacritique macron |
| minuscule | ю̄               | ю◌̄                    | U+044E U+0304  | lettre minuscule cyrillique iou diacritique macron |